# Громадянська війна в США
Громадя́нська війна́ в США — війна між північними штатами США (Союзом) і південними штатами (Конфедерацією), які вийшли із Союзу і повстали через економічні та політичні відмінності, в тому числі рабоорієнтовану економіку.
Війна почалася з битви за Форт-Самтер 12 квітня 1861 року і закінчилася 26 травня 1865 року, коли останні війська конфедератів здалися. Під час війни відбулося близько 2000 битв. Для США ця війна є найбільшою за масштабом людських втрат серед усіх збройних конфліктів, де вони брали участь.
Громадянська війна в США має багато назв, які залежать від поглядів сторін конфлікту, зокрема «Війна за незалежність Півдня», «Війна повстання», «Повстання рабовласників» тощо.

## Причини війни
Війна стала логічним наслідком протистояння двох систем — рабства та вільної праці. Першу підтримували південні штати, політичною елітою яких були великі плантатори-рабовласники. Для суспільства Півдня характерними були расистські переконання щодо чорношкірих рабів. Ті види робіт, які виконували раби, вважалися негідними для вільної білої людини. Північні штати, навпаки, поступово відміняли рабство. Основу сільського господарства там складали групи вільного населення. Увесь довоєнний час характеризувався намаганням південних штатів розширити території плантацій за рахунок нових штатів. Так, наприклад, 1820 року ухвалено так званий Міссурійський компроміс, що поділив територію на захід від річки Міссісіпі за паралеллю 36°30' пн.ш. на дві частини — аграрну на півдні й індустріальну на півночі. На півночі прогресивна спільнота намагалася допомагати рабам: видавала антирабовласницьку літературу, пропагувала перехід до сільськогосподарських комун
У першій половині XIX століття в США склалися дві системи — аграрне рабство на півдні країни і капіталізм на півночі. Це були дві абсолютно різні соціально-економічні системи. Ситуація ускладнювалась тим, що, попри стабільний приріст населення і зростання економічного розвитку, США були федеративною країною. Кожний штат жив своїм політичним та економічним життям, інтеграційні процеси йшли повільно. Тому Південь, де було поширене рабство і аграрна система господарювання, і промислова Північ виділилися в два окремі економічні райони.
На Півночі США концентрувалися підприємці і основна маса емігрантів. У цьому регіоні зосереджувалися підприємства машинобудування, металообробки, легкої промисловості. Основу робочої сили складали численні емігранти з інших країн, які працювали на фабриках, заводах та інших підприємствах. Робочих рук на Півночі було достатньо, демографічна ситуація тут була стабільною і рівень життя задовільним. Абсолютно протилежна ситуація склалася на Півдні. США в ході американо-мексиканської війни отримали величезні території на півдні, з великою кількістю вільних земель. На цих землях влаштувалися плантатори, що отримали величезні земельні наділи. Саме тому на відміну від Півночі Південь став аграрним регіоном. Проте на Півдні бракувало робочих рук. Переважна більшість емігрантів їхали на Північ, тому з Африки, починаючи ще з XVII століття, завозилися раби-чорношкірі. До початку сецесії 1/4 частина білого населення Півдня була рабовласниками.
Попри всі відмінності між регіонами, на Півдні уряд впроваджував ті ж самі суспільні зміни, що і на Півночі. На Півночі проводилася гнучка податкова політика, гроші з бюджетів штатів виділялися на благодійність, уряд певною мірою намагався поліпшити умови проживання темношкірого населення. Однак на консервативному і замкнутому Півдні не проводилися заходи з емансипації жінок та зрівняння чорношкірих рабів у правах з білими. Велику роль у світогляді мешканців Півдня відігравала так звана «верхівка» — заможні рабовласники, що мали у приватній власності великі земельні наділи. Ця «верхівка» впливала на політику південних штатів, оскільки була зацікавлена в збереженні своєї робочої сили.
Південь був аграрним «придатком» США, тут вирощувалися тютюн, цукрова тростина, бавовна та рис. Північ потребувала сировини з Півдня, особливо бавовну, а Південь — машини Півночі. Тому довгий час два різні економічних регіони співіснували в одній країні. Однак поступово між ними наростали суперечності. Серед найгостріших конфліктних питань можна виділити наступні:
1. Податок на ввезені товари (Північ прагнула зробити їх якомога вищими, аби захистити свою промисловість, Південь хотів торгувати з усім світом вільно).
2. Проблеми навколо рабства (чи вважати рабів-утікачів вільними у вільних штатах, карати чи надавати їм притулок, чи можуть південні штати використовувати рабів, чи потрібно робити чорношкірих вільними і т. д.).
3. Ситуація не була статичною: США захоплювали нові території, і виникали суперечки щодо конституції кожного з майбутніх штатів, у першу чергу — чи буде новий штат капіталістичним, чи рабовласницьким. Прихід до влади Лінкольна, який оголосив, що всі нові штати будуть підпорядковуватися реформам Півночі, означав для південних штатів перспективу залишитися в меншості і в майбутньому програвати в Конгресі з усіх конфліктних питань.

## Розкол
У 1860 президентом США обрано Авраама Лінкольна, діяча Республіканської партії, який виступав за підпорядковування всіх територій вимогам президента.

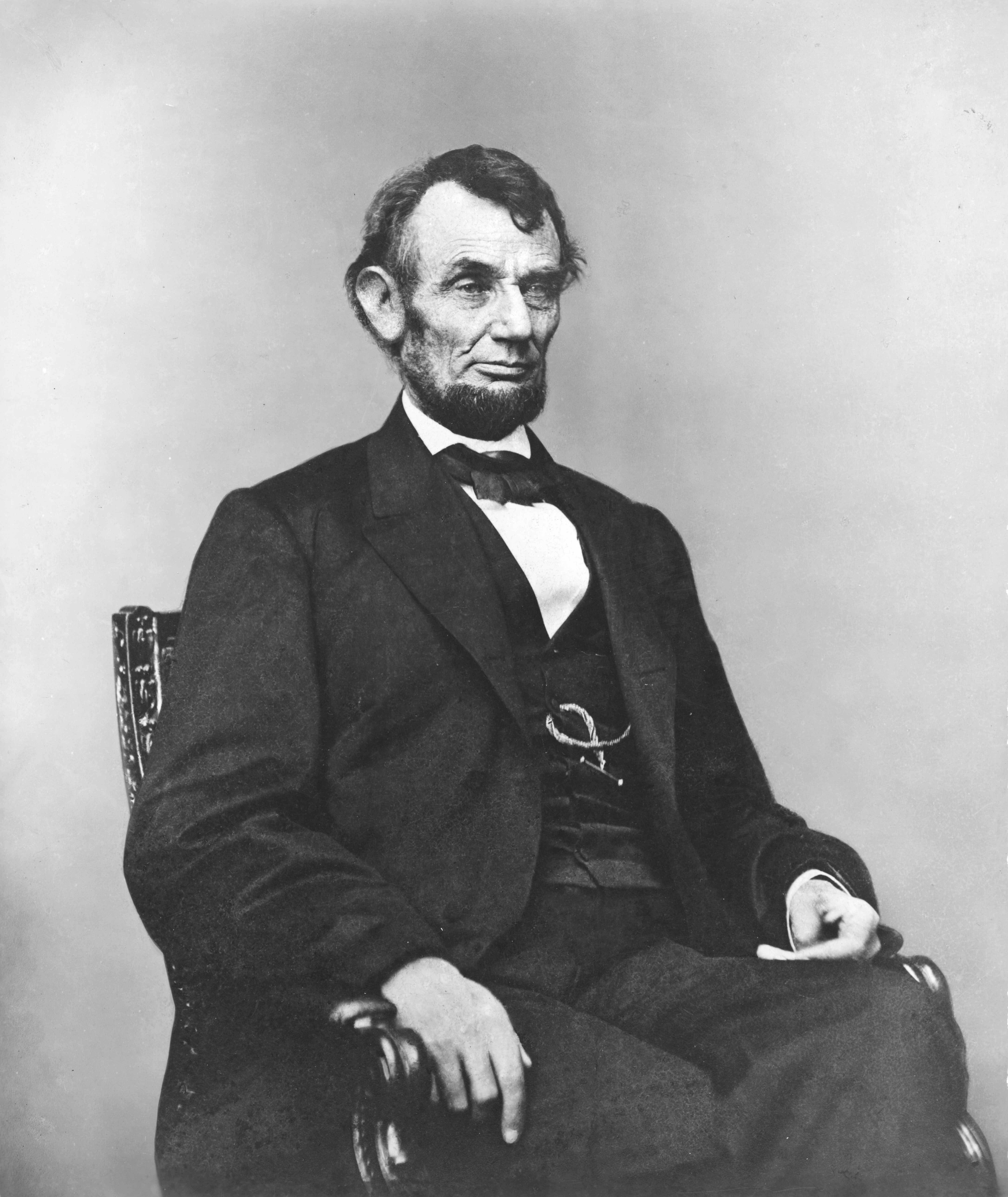
Шістнадцятий Президент США Авраам Лінкольн

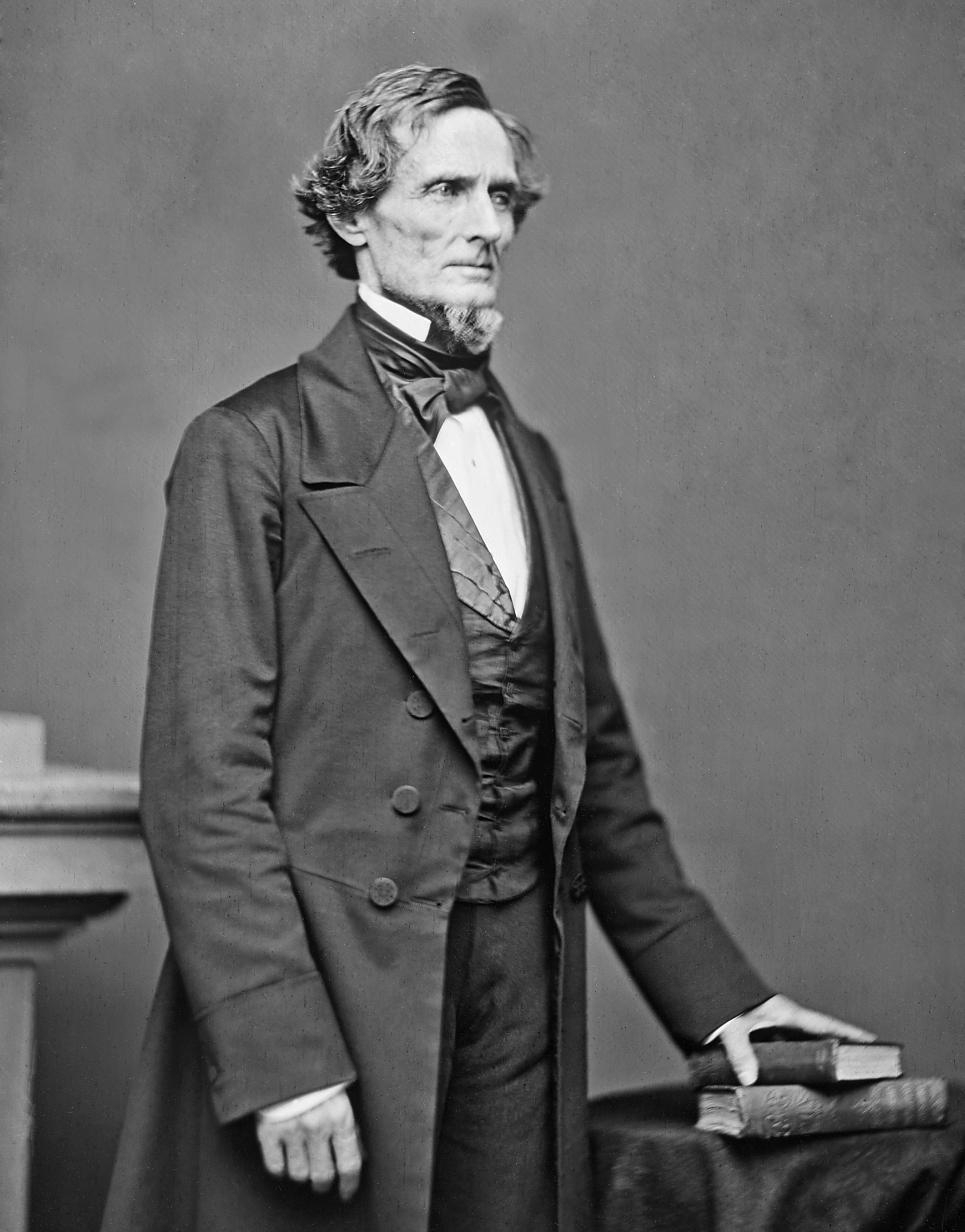
Єдиний президент Конфедеративних Штатів Америки Джефферсон Девіс

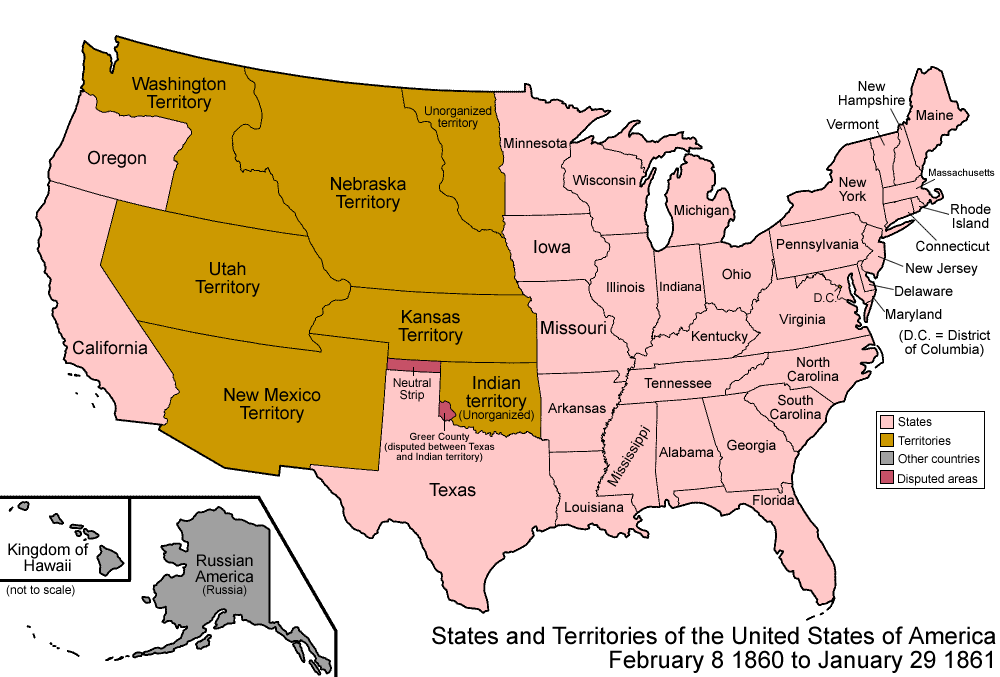
Штати та Території США в 1860–1861.

Політичні та громадські організації, які протистояли Півдню та ізоляціонізму, утворили в 1854 році Республіканську партію. Перемога на президентських виборах 1860 року кандидата від цієї партії стала для рабовласників сигналом небезпеки і призвела до сецесії, виходу зі складу Союзу. 20 грудня 1860 року приклад подала Південна Кароліна, приклад якої наслідували:
- Міссісіпі (9 січня 1861),
- Флорида (10 січня 1861),
- Алабама (11 січня 1861),
- Джорджія (19 січня 1861),
- Луїзіана (26 січня 1861).

Юридичним виправданням таких дій стала відсутність у Конституції США прямої заборони на вихід окремих штатів зі складу США. Ці 6 штатів у лютому 1861 року утворили нову державу — Конфедеративні Штати Америки (КША). 1 березня про незалежність оголосив Техас, який вже того ж дня приєднався до Конфедерації, а в квітні-травні його приклад наслідували:
- Вірджинія (незалежність — 17 квітня 1861, приєднання до КША — 7 травня 1861),
- Арканзас (незалежність — 6 травня 1861, приєднання до КША — 18 травня 1861),
- Теннессі (незалежність — 7 травня 1861, приєднання до КША — 2 липня 1861),
- Північна Кароліна (незалежність — 20 травня 1861, приєднання до КША — 21 травня 1861).

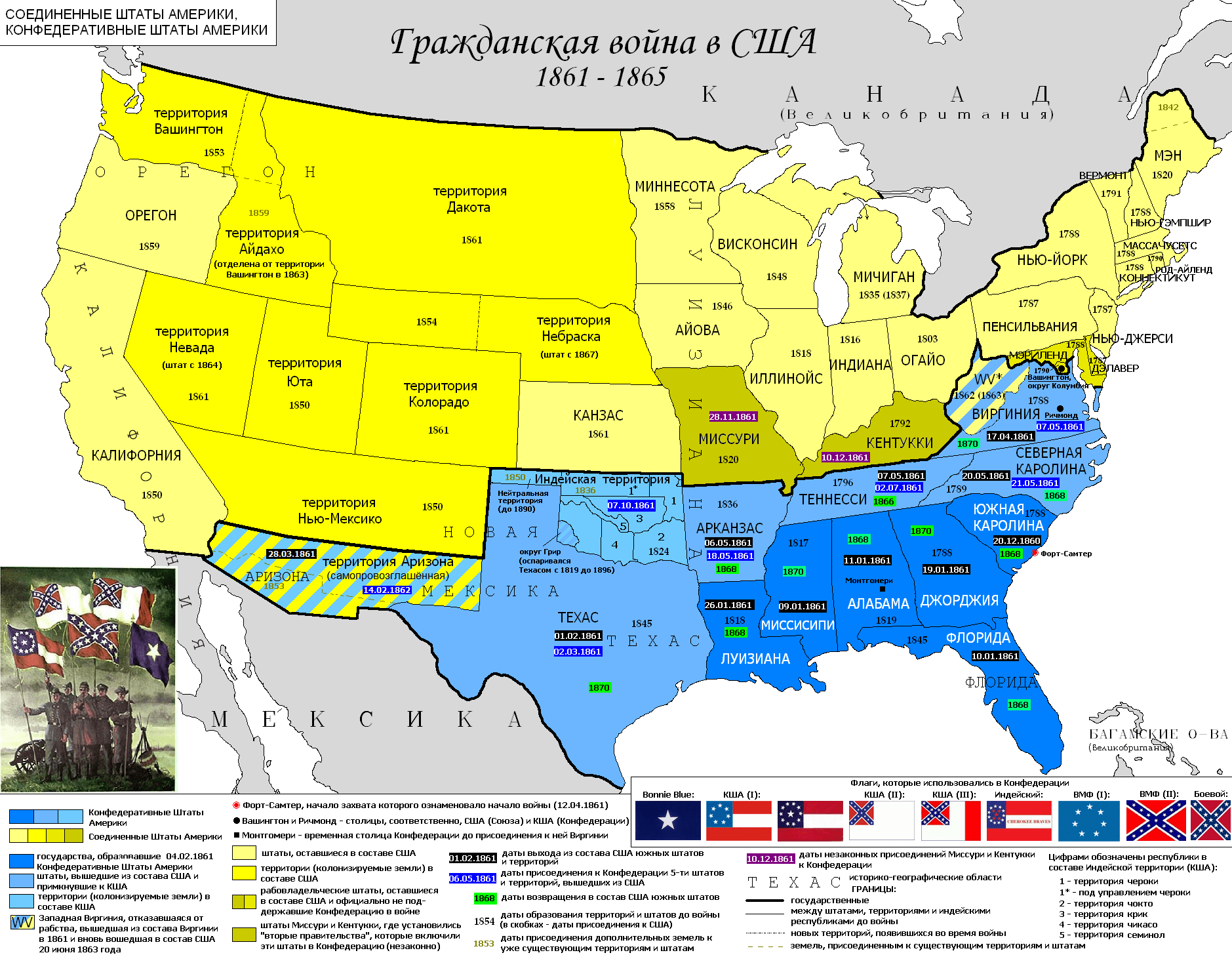
Союз і Конфедерація

Ці 11 штатів прийняли конституцію та обрали своїм президентом колишнього сенатора від Міссісіпі Джефферсона Девіса, який разом з іншими керівниками країни заявив, що Північ не впокорить Південь своїми законами. Столицею Конфедерації стало алабамське місто Монтгомері, а після приєднання Вірджинії — Ричмонд. Ці штати займали 40% всієї території США з населенням 9,1 млн осіб, у тому числі понад 3,6 млн чорношкірих. 7 жовтня до складу Конфедерації увійшла Індіанська територія, населення якої було лояльним до Конфедерації (велика кількість індіанців воювали на боці КША), але не до уряду США, який фактично санкціонував депортацію індіанців із Джорджії та інших південних штатів. Таким чином, індіанці не побажали відмовлятися від рабовласництва і увійшли до складу Конфедерації. Сенат КША формувався двома представниками від кожного штату, а також одним представником від кожної індіанської республіки (всього у складі Індіанської території було 5 республік за кількістю індіанських племен: черокі, чокто, крики, чикасо і семіноли). Індіанські представники в Сенаті не мали права голосу.
У складі Союзу залишилося 23 штати, включаючи рабовласницькі Делавер, Кентуккі, Міссурі та Меріленд, які не без боротьби зберегли лояльність федеральній владі. Жителі ряду західних округів Вірджинії відмовилися підкоритися рішенню про вихід із Союзу, утворили власні органи влади та у червні 1863 року прийняті до складу США як нові штати. Населення Союзу перевищувало 22 млн осіб, на його території розташовувалася практично вся промисловість країни, 70% залізниць, 81 % банківських депозитів.

## Війна

### Перший етап
Бойові дії почалися 12 квітня 1861 року нападом жителів Півдня на форт Самтер у бухті Чарльстон, що після 34-годинного обстрілу був змушений здатися. У відповідь Лінкольн оголосив південні штати в стані заколоту, проголосив морську блокаду їхнього узбережжя, призвав в армію добровольців, а пізніше ввів військову повинність. Більша частина промислового потенціалу й людських ресурсів країни була зосереджена на Півночі, однак Південь був більш згуртований (там встановилася диктатура рабовласників) і сильний у військовому сенсі. Південні мали більше кадрових офіцерів, значні запаси озброєння, які завезли ще до інавгурації Лінкольна. Також багато офіцерів-федералів приєдналися до конфедератів, серед яких і Роберт Лі. Жителі Півдня — плантатори вели боротьбу не на життя, а на смерть за своє виживання й колишнє життя й перейнялися почуттям сліпої ненависті до «янкі» (жителів півночі), яких вважали не співвітчизниками, а чужинцями, ворогами. На Півночі ж було чимало прихильників компромісу, особливо в тих колах буржуазії, які вели справи із плантаторами. Тактика обох сторін була однаковою — якнайшвидше захопити столицю супротивника.
Перший серйозний бій відбувся у Вірджинії біля залізничної станції Манассас 21 липня 1861 року, коли погано навчені війська Півночі, перейшовши струмок Булл-Ран, атакували сили Півдня, але були змушені почати відступ, що перетворився на втечу. До осені на східному театрі воєнних дій Союз мав у своєму розпорядженні добре озброєну армію під проводом генерала Дж. Б. Макклеллана, що став з 1 листопада головнокомандувачем усіх сил. Макклеллан виявився бездарним воєначальником, часто уникав активних дій. 21 жовтня його частини розбито в Боллс-Блаффі недалеко від американської столиці. Вашингтон став прифронтовим містом.
Набагато успішніше здійснювалася блокада морського узбережжя Конфедерації. Одним із її наслідків стало захоплення 8 листопада 1861 року британського пароплава «Трент», на борту якого перебували емісари жителів Півдня, що поставило США на межу війни з Великою Британією.
У кінці 1861 року армія Півночі нараховувала близько 650 тисяч солдатів. Але загальний план ведення війни («анаконда-план») призвів до того, що армія була розосереджена по усьому величезному фронту.
У 1862 році найбільшого успіху жителі Півночі домоглися на західному театрі воєнних дій. У лютому-квітні армія генерала Улісса Гранта, захопивши кілька фортів, витіснила жителів Півдня з Кентуккі, а після важких боїв при Шайло очистила від них Теннессі. До літа звільнено штат Міссурі, і війська Гранта увійшли в північні райони Міссісіпі й Алабами. Велике значення мало захоплення 25 квітня 1862 (у ході спільної десантної операції частин генерала Б. Ф. Батлера й кораблів капітана Д. Фаррагута) Нового Орлеана, важливого торговельного й стратегічного центру. Конфедерація була розрізана на дві частини. Під загрозою захоплення опинився Ричмонд, але усі наступи федералів відбито з великими втратами. І лише перекидання частин із заходу дало змогу зупинити контрнаступ конфедератів під проводом генерала Лі. 1862 рік також відзначений першим в історії боєм броненосних кораблів, що відбувся 9 березня біля берегів Вірджинії.
| Генерали армії Півночі                                                                                           |
| --- |
| - Джордж Макклелан - Джозеф Гукер - Емброуз Бернсайд - Олівер Ховард - Джон Рейнольдс - Джордж Мід - Улісс Грант |
| Генерали армії Півдня                                                                                            |
| - Генерал Лі - Річард Юелл - Джеймс Лонгстріт - Емброуз Хілл - Джексон «Кам'яна стіна» - Джон Худ                |

### Перелом у війні
30 грудня 1862 Лінкольн підписав «Прокламацію про звільнення рабів» з 1 січня наступного року. Ця «Прокламація», як і рішення про набір чорношкірих в армію, кардинально змінила мету війни: мова тепер йшла про знищення рабства. Шлях рабству на «вільні землі» Заходу ще раніше закрив прийнятий у травні 1862 хомстед-акт. Цей акт надавав право будь-якому громадянинові країни, що не брав участі в заколоті проти Сполучених Штатів й сплатив мито в 10 доларів, зайняти хомстед — шмат землі в 160 акрів (~64 га) під ферму на вільних землях. Після п'яти років проживання на ділянці, її обробки й забудови вона віддавалася безкоштовно у власність.
Часті повстання рабів, успішна морська блокада підривали економіку Півдня. Невелика промисловість не могла задовольнити всіх потреб фронту. Відчувалася нестача у медикаментах, зброї, їжі. Водночас Північ торгувала з Європою, приїжджали нові іммігранти з Європи, працювали на повну потужність промисловість і сільське господарство.

### Кінцевий етап
Останнім великим успіхом конфедератів стала битва під Чанселорсвілом навесні 1863 року, під час якої 130-тисячна армія Півночі зазнала поразки від 60-тисячної армії генерала Лі. Однак людські та матеріальні ресурси Півночі були величезними. Вже на початку липня конфедерати зазнали поразки під Геттісбургом. У серпні 1863 року армію Лі відкинуто до Вірджинії. Восени 1864 року, під час «маршу до моря» захоплена Атланта — один із найбільших промислових центрів Півдня. 9 квітня 1865 після кривавих боїв капітулював Ричмонд. У битві при Апоматоксі здалася Північновірджинська армія. Через місяць останні сили конфедератів склали зброю. Громадянська війна завершилася.

## Наслідки
Втрати Півночі склали майже 365 тис. осіб убитими й померлими від ран і понад 275 тис. пораненими. Конфедерати втратили, відповідно, 290 тис. і близько 100 тис. осіб поранених. Тільки військові витрати уряду США досягли 3 млрд доларів. Війна продемонструвала нові можливості військової техніки, вплинула на розвиток військового мистецтва. Вона завершилася перемогою Союзу. Заборону рабства закріплено 13-ю поправкою до Конституції США, що набула чинності 18 грудня 1865 року (утім, штат Міссісіпі ратифікував цю поправку лише в 1995 р.). У країні створено умови для прискореного розвитку промислового й сільськогосподарського виробництва, освоєння західних земель, зміцнення внутрішнього ринку. Війна не вирішила всіх проблем, що стояли перед країною. Деякі з них знайшли вирішення під час Реконструкції Півдня, що тривала до 1877 року. Інші проблеми, зокрема надання кольоровому населенню рівних прав із білими, залишалися нерозв'язаними багато десятиліть.

## Статистика
| Ворогуючі сторони | Населення (1861 рік) | Мобілізовано | Убито   | Поранено | Померло | Померло    | Померло      |
| Ворогуючі сторони | Населення (1861 рік) | Мобілізовано | Убито   | Поранено | Від ран | Від хвороб | Інші причини |
| ----------------- | -------------------- | ------------ | ------- | -------- | ------- | ---------- | ------------ |
| США               | 22 339 968           | 2 803 300    | 67 058  | 275 175  | 43 012  | 194 368    | 54 682       |
| КША               | 9 103 332            | 1 064 200    | 67 000  | 137 000  | 27 000  | 59 000     | 105 000      |
| УСЬОГО            | 31 443 300           | 3 867 500    | 134 058 | 412 175  | 70 012  | 253 368    | 163 796      |

## У творах культури та мистецтва
Кінематограф
- Народження нації (1915, США)
- Звіяні вітром (фільм) (1939, США)
- Червоний знак доблесті (1951, США)
- Шенандоа (фільм) (1965, США)
- Хороший, поганий, злий (1966, Італія-Іспанія-ФРН)
- Слава (1989, США)
- Той, що танцює з вовками (1990, США)
- «Броненосці» (1991, США)
- «Сіре та Синє» (серіал) (США)
- Геттісберг (1993, США)
- Останній ізгой (1993, США)
- «Андерсонвілл» (1996, США)
- Холодна гора (2003, США)
- Боги та генерали (2003, США)
- Північ та Південь (міні-серіал)
- Лінкольн (фільм) (2012, США)
- Джанго вільний (2012, США)
- 12 років рабства (фільм) (2013, США)
- Вільний штат Джонса (2016, США)
- Джон Картер: між двох світів (2012, США)
- Пекло на колесах (телесеріал) (2011, США)